# Sam Levinson
Pour les articles homonymes, voir Levinson.
Samuel Levinson, simplement connu comme Sam Levinson, est un acteur, scénariste, réalisateur et producteur américain né le 8 janvier 1985.
Il est connu pour avoir réalisé le thriller Assassination Nation ainsi que pour la création de la série télévisée Euphoria, diffusée sur HBO et dont il est le showrunner.

## Biographie
Sam Levinson est le fils de Barry Levinson et naît au sein d’une famille d’origine juive russe. Il commence sa carrière en 1992 avec un rôle de figurant dans le film Toys, réalisé par son père, Barry Levinson. Après d'autres rôles en tant qu'acteur entre 2001 et 2009, il fait ses débuts en tant que réalisateur et scénariste en 2010 avec le film Another Happy Day.
En 2017, il co-écrit le scénario du téléfilm The Wizard of Lies pour HBO et l'année suivante, il écrit et réalise le thriller Assassination Nation. Ce dernier rencontre un succès critique auprès de la presse américaine.
En 2019, il est à la tête de sa première série télévisée avec Euphoria sur HBO, adaptation de la série israélienne du même titre, qu'il développait depuis 2017. Avec en vedette Zendaya, la série est produite par Drake et suit le parcours plutôt sombre d'un groupe d'adolescents.
En 2023, il écrit, réalise et produit la série The Idol pour HBO, en collaboration avec The Weeknd.

## Filmographie

### Cinéma
| Années | Titre                       | Réalisateur | Scénariste | Producteur | Notes                        |
| ------ | --------------------------- | ----------- | ---------- | ---------- | ---------------------------- |
| 2010   | Operation Endgame           | ❌          | ✔️         | ❌         | Co-écrit avec Brian Watanabe |
| 2011   | Another Happy Day           | ✔️          | ✔️         | ❌         |                              |
| 2018   | Assassination Nation        | ✔️          | ✔️         | ❌         |                              |
| 2020   | Pieces of a Woman           | ❌          | ❌         | ✔️         | Producteur délégué           |
| 2021   | Malcolm & Marie             | ✔️          | ✔️         | ✔️         |                              |
| 2022   | X                           | ❌          | ❌         | ✔️         | Producteur délégué           |
| 2022   | Eaux profondes (Deep Water) | ❌          | ✔️         | ❌         | Co-écrit avec Zach Helm      |
| 2022   | Breaking                    | ❌          | ❌         | ✔️         | Producteur délégué           |
| 2022   | Pearl                       | ❌          | ❌         | ✔️         | Producteur délégué           |
| 2024   | MaXXXine                    | ❌          | ❌         | ✔️         | Producteur délégué           |

### Télévision

#### Séries télévisées
- depuis 2019 : Euphoria : créateur, réalisateur (13 épisodes), scénariste (16 épisodes) et producteur
- 2022 : Irma Vep (mini-série) : producteur
- 2023 : The Idol : co-créateur, réalisateur, scénariste et producteur

#### Téléfilms
- 2017 : The Wizard of Lies : Co-scénariste

### En tant qu'acteur
- 1992 : Toys de Barry Levinson : un joueur dans la salle de guerre
- 2001 : Bandits de Barry Levinson : Billy Saunders
- 2008 : Panique à Hollywood (What Just Happened?) de Barry Levinson : Carl
- 2009 : Stoic de Uwe Boll : Peter Thompson